# 詹爾選
詹尔选（？年—1656年），字思吉，號抑所，江西撫州府乐安县人。明朝末年政治人物。

## 生平
萬曆四十三年（1615年）乙卯科江西乡试舉人，崇祯四年（1631年）辛未科进士。兵部观政，授太常寺博士，九年选授广东道御史。因廷對触怒崇祯皇帝，被削籍为民罢归。此后大臣多次举荐，皇帝都不听。直到崇祯十五年，给事中沈迅、左懋第两人相继举荐，才下诏召还，但未及赴京，李自成攻陷京城而
。
福王立於南京，起复他任舊職。未上任，馬士英等人忌惮詹尔选鲠直，讓他出任地方官，于是不再出仕。入清，又十二年而终。

## 延伸阅读
[在维基数据编辑]
 《明史卷二百五十八》，出自《明史》